# Oltenii lui Tudor
„Oltenii lui Tudor” este o poezie scrisă de George Coșbuc. Poezia este alcătuită din șase strofe și a fost publicată prima dată în revista „Universul literar” nr. 27 din 7 iulie 1903, iar apoi în volumul Cântece de vitejie în 1904.